# Búlgaros del Banato
Los búlgaros del Banato (en búlgaro del Banato: palćene or banátsći balgare; en búlgaro: банатски българи, banatski balgari) son un grupo minoritario específico de Bulgaria, que se estableció en el siglo XVIII en la región del Banato, en ese entonces gobernado por los Habsburgo y después de la Primera Guerra Mundial fue dividido entre Rumania, Serbia y Hungría. A diferencia de la mayoría de los búlgaros, son católicos con orígenes paulicianos y católicos del norte y noroeste de Bulgaria.
Los búlgaros del Banato hablan una forma codificada distintiva de la lengua vernácula de Bulgaria del Este con mucha influencia léxica de los otros idiomas del Banat. Aunque su cultura es fuertemente influenciada a la de la región de Europa Central, han preservado su identidad búlgara.
Desde la Liberación de Bulgaria en 1878, muchos han regresado a Bulgaria y fundaron sus propios pueblos en el país.

## Población
El censo rumano oficial declara que 6.468 personas de origen búlgaro habitan en la parte rumana del Banat. El censo serbio de 2002 reconoce a 1.658 búlgaros en Voivodina, la provincia autónoma que cubre la parte serbia del Banat. Investigadores búlgaros estiman que 12.000 búlgaros de Banat viven en Rumanía y 3.000 en Serbia.
Los centros de primeros y más importantes de la población Banat búlgara son los pueblos de Dudeştii Vechi (Stár Bišnov) y Vinga, ambos hoy en Rumania,
pero también existen notables comunidades en Rumanía en Breştea (Bréšća), Colonia Bulgară (Telepa) y Denta (Dénta), y las ciudades de Timişoara (Timišvár) y Sânnicolau Mare (Smikluš), así como en Serbia, en las aldeas de Ivanovo, Konak (Kanak), Jaša Tomić (Modoš), Skorenovac (Gjurgevo)
En Bulgaria, los búlgaros del Banato que regresaron, poblaron los pueblos de Asenovo, Bardarski Geran, Dragomirovo, Gostilya, y Bregare, entre otros, en algunos de los cuales coexisten con suabos del Banat, otros búlgaros católicos y ortodoxos.

### Población histórica
De acuerdo a varios censos y estimados, no siempre precisos, el número de búlgaros del Banato ha variado de la siguiente forma:

| Fuente                | Fecha                       | Población     | Observaciones                                  |
| --------------------- | --------------------------- | ------------- | ---------------------------------------------- |
| Jozu Rill             | 1864                        | 30,000–35,000 |                                                |
| Estadísticas húngaras | 1880                        | 18,298        |                                                |
| Estadísticas húngaras | 1900                        | 19,944        |                                                |
| Estadísticas húngaras | 1910                        | 13,536        | "evidentemente subestimado"                    |
| Varios autores        | segunda mitad del siglo XIX | 22,000–26,000 | "en algunos casos incluyendo a los Krashovani" |
| Censo rumano          | 1930                        | 10,012        | Solo Banat rumano                              |
| Dimo Kazasov          | 1936                        | 3,200         | Solo Banat serbio; estiamdo                    |
| Censo rumano          | 1939                        | 9,951         | Solo Banat rumano                              |
| Karol Telbizov        | 1940                        | 12,000        | Solo Banat rumano; estimado                    |
| Mihail Georgiev       | 1942                        | hasta 4,500   | Solo Banat serbio; estimado                    |
| Censo rumano          | 1956                        | 12,040        | Solo Rumania                                   |
| Censo yugoslavo       | 1971                        | 3,745         | Solo Banat serbio                              |
| Censo rumano          | 1977                        | 9,267         | Solo Rumania                                   |
| Censo rumano          | 2002                        | 6,486         | Solo Rumania                                   |
| Censo serbio          | 2002                        | 1,658         | Solo Serbia                                    |

## Historia

### Origen y migración al norte del Danubio
La comunidad católica de Bulgaria en el norte-occidental del mineral de la ciudad minera de Chiprovtsi y las aldeas circundantes, posiblemente, fue establecido en la Edad Media por los mineros "Sajones" (alemanes en Bulgaria), quienes luego emigraron a otros lugares o fueron asimilados. En 1688, los miembros de la comunidad organizaron el fracasado Levantamiento de Chiprovtsi contra el dominio otomano de Bulgaria. El levantamiento fue reprimido debido a fallas de organización y la interrupción de la ofensiva austríaca contra los otomanos. Alrededor de 300 familias de los católicos supervivientes huyeron al norte del Danubio hasta Oltenia, inicialmente en las ciudades de Craiova, Râmnicu Vâlcea, y otras ciudades, donde los derechos que fueron confirmados por el príncipe de Valaquia, Constantin Brâncoveanu. Algunos se mudaron al suroeste de Transilvania, fundando colonias en Vinţu de Jos (1700) y Deva (1714) y los privilegios que reciben como derechos civiles y exención de impuestos.
Después que Oltenia fue ocupada por Austria en 1718, la situación de los búlgaros en la región mejoró de nuevo luego de un decreto imperial de 1727 permitió los mismos privilegios que sus colonias en Transilvania. Esto atrajo una ola de migración de los católicos de Bulgaria, cerca de 300 familias de las aldeas antes Paulicianos el norte de Bulgaria central. Se instalaron en Craiova entre 1726 y 1730, pero no recibió los mismos derechos que los colonos de Chiprovtsi.
Los Habsburgo fueron forzados a retirarse de Oltenia en 1737 a raíz de una nueva guerra con el Imperio Otomano. Los búlgaros huyeron de esta nueva ocupación otomana y se establecieron en el Banat dominado por los austríacos al noroeste. Las autoridades austriacas les permitió encontrar los pueblos de Stár Bišnov en 1738 y Vinga (o Theresiopolis) en 1741. En 1744, un decreto de María Teresa I de Austria confirmó una vez más sus privilegios recibidos en Oltenia.

### El gobierno austriaco y húngaro

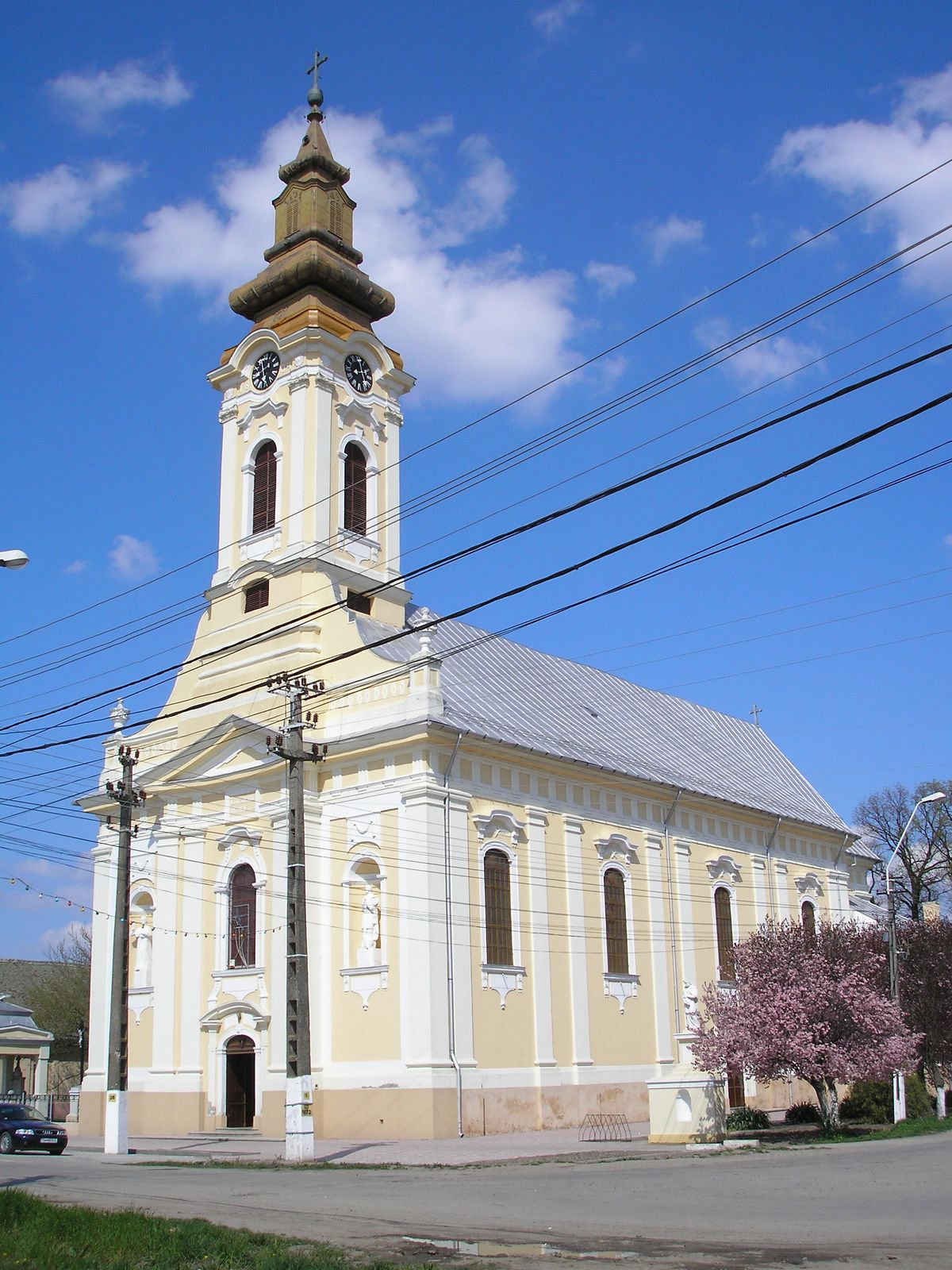
La parroquia católica en Dudeştii Vechi, Rumania

Alrededor de un centenar de Paulicianos de la región de Svishtov y Nikopol emigraron al Banat de 1753 hasta 1777.
La población búlgara existente se extendió rápidamente en toda la región desde finales del 18 hasta el segundo cuarto del siglo XIX. Se instalaron en unos 20 pueblos y ciudades en busca de mejores condiciones económicas, en particular su necesidad de tierras cultivables. Estas colonias son las de Modoš (1779), Kanak y Stari Lec (1820), Belo Blato (1885), Bréšća, Dénta, y Banatski Dvor (1842), Telepa (1846), Gjurgevo (1866), e Ivanovo (1867).

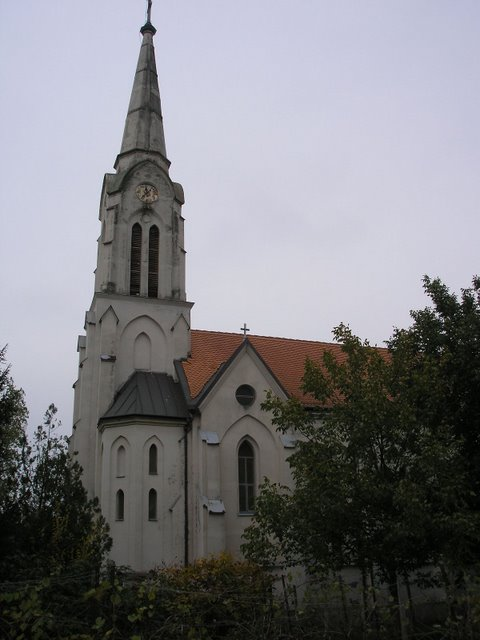
La parroquia católica en Ivanovo, Serbia

Después que se instalaron, los búlgaros de Banat comenzaron a tomar cuidado de su educación y religión. La iglesia neobarroca en Stár Bišnov se construyó en 1804 y la imponente iglesia neogótica en Vinga en 1892. Hasta 1863, los búlgaros de Banat celebraban la liturgias en latín e "ilírico". El ilírico era una rama del croata que se había extendido en las comunidades antes de emigrar al Banat. Sin embargo, con su renacimiento cultural en el siglo XIX, su lengua vernácula, se introdujo en la Iglesia de forma gradual,. El renacimiento también condujo al lanzamiento de su primer libro impreso, Manachija kathehismus za katolicsanske Paulichiane, en 1851. El "ilírico" fue también sustituido por el búlgaro de Banat en la educación en 1860 (oficialmente en 1864). En 1866, Jozua Rill codificó el dialecto con su ensayo Bálgarskotu pravopisanj.
Después del Ausgleich de 1867, Las autoridades húngaras intensificaron poco a poco la magiarización del Banat. Hasta la Primera Guerra Mundial, ellos impusieron el húngaro como el idioma principal de la educación.

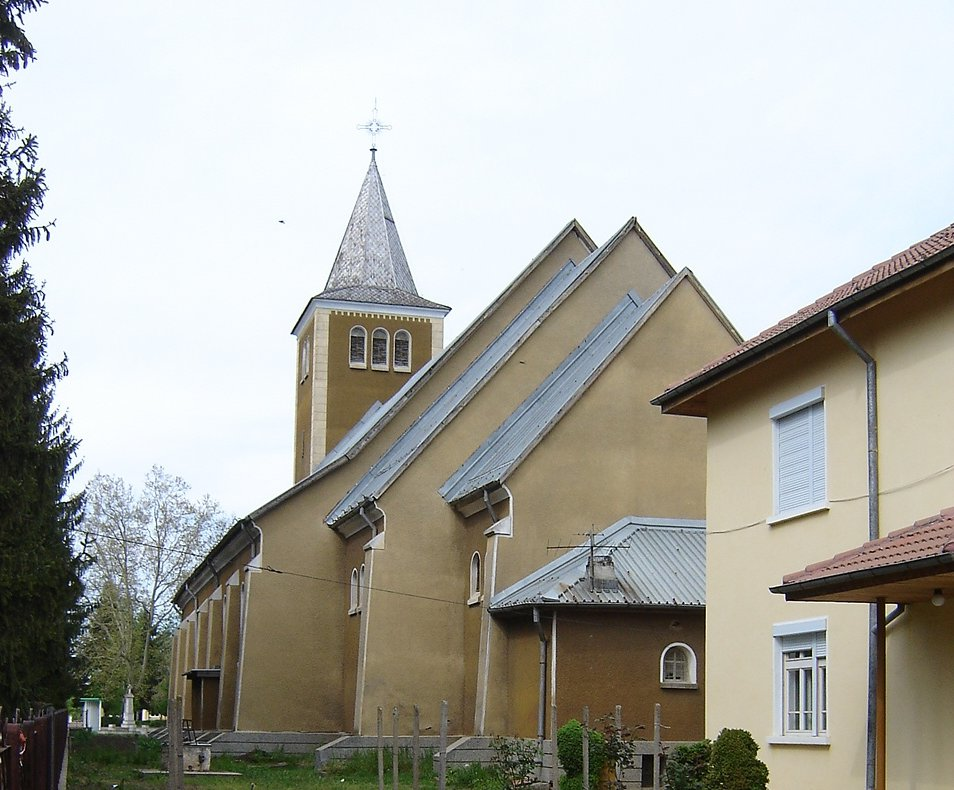
La iglesia católica búlgara de Banat en Bardarski Geran, Bulgaria

### El Banato rumano y serbio de entreguerras
Después de la Primera Guerra Mundial, el Imperio austrohúngaro fue disuelto y el Banat estaba dividido entre Rumania y Serbia. La mayoría de los búlgaros de Banat se convirtieron en ciudadanos del Reino de Rumania, pero muchos cayeron en el interior del Reino de Yugoslavia.
En la Gran Rumania, la identidad de los búlgaros de Banat fue distinguida en los censos y estadísticas. El idioma principal de la educación pasó a ser el rumano y se nacionalizaron las escuelas búlgaras. Un libro de geografía de Rumania de 1931, describe a los búlgaros en el condado de Timis-Torontál como "extranjeros", y su traje nacional como "no tan bonito" como el de Rumania, pero en general los búlgaros Banat fueron tratados más favorablemente que la minoría más grande ortodoxa búlgara en la Rumanía de entreguerras.
El Reino de Yugoslavia negó la existencia de cualquier minoría búlgara, ya sea en la Vardar Banovina, los Campos Occidentales, o el Banato. Las estadísticas oficiales posteriores a la Primera Guerra Mundial no proporcionan datos sobre el número de los búlgaros de Banat. En comparación con los búlgaros ortodoxos orientales en Yugoslavia, los búlgaros de Banat fueron tratados mejor por las autoridades yugoslavas, aunque el serbocroata era el único idioma de la educación.
En la década de 1930, los búlgaros de Banat en Rumanía entraron en un período de renacimiento cultural liderado por figuras como Ivan Fermendžin, Anton Lebanov, and Karol Telbis (Telbizov). Estos nuevos líderes hicieron hincapié en la identidad cultural de Bulgaria a expensas de la identificación como paulicianos y católicos, el establecimiento de contactos con el Gobierno búlgaro y otras comunidades búlgaras en Rumanía, en particular en Dobruja. Los órganos de este avivamiento fueron el periódico Banatsći balgarsći glasnić (Voz del Búlgaro de Banat), publicado entre 1935 y 1943, y la anual Banatsći balgarsći kalendar (Calendario Búlgaro de Banat), publicado desde 1936 hasta 1940. Había un plan para celebrar el 200 aniversario del asentamiento en el Banat, que fue la manifestación más significativa de los búlgaros de Banat, en ese período. Fue parcialmente estropeado por las autoridades rumanas, pero llamó mucho la atención entre los intelectuales en Bulgaria. El Partido Agrario Búlgaro, un brazo del Partido Nacional Campesino, fue fundado en 1936 por iniciativa de Karol Telbizov y el Dr. Karol Manjov de Stár Bišnov, con Petar Telbisz como presidente, y la Sociedad Nacional Búlgara del Banat, también dirigida por Telbisz, fue establecida en 1939.
Bulgaria y Yugoslavia mejoraron sus relaciones en la década de 1930, llevando al reconocimiento indirecto de la minoría búlgara de Banat por el gobierno yugoslavo. Sin embargo, la revitalización del Banat búlgaro era mucho menos perceptible en el Banat serbio. La población de Bulgaria en el Banat yugoslavo fue solo parcialmente afectada por el trabajo de Telbizov, Lebanov, y los demás trabajadores culturales en el Banat rumano.

### Emigración a Hungría, los Estados Unidos y Bulgaria
Algunos búlgaros de Banat emigraron de nuevo, principalmente a Hungría y a Estados Unidos. Según los datos de Bulgaria desde 1942, 10 000 búlgaros de Banat vivieron en Hungría, sobre todo en las grandes ciudades, pero este número es más probable que haya sido sobrestimado. Los miembros de la comunidad búlgara de Banat en Hungría incluyen varios diputados en la Asamblea Nacional, tales como Petar Dobroslav, cuyo hijo, László Dobroslav (László Bolgár) fue diplomático, y Georgi Velčov.
Durante el período de entreguerras, las comunidades búlgaras de Banat en Rumanía fueron una de las que tuvieron un mayor número de miembros que emigraron a los EE. UU., en particular en los años 1920 y 1930. Una comunidad organizada búlgara fue creada en Lone Wolf, Oklahoma, donde los búlgaros de Banat eran en su mayoría agricultores.
Un importante número de búlgaros de Banat regresaron a Bulgaria, a partir de los años 1880 y 1890. Ellos fundaron varios pueblos en las provincias de Pleven, Vratsa y Veliko Tarnovo y recibieron privilegios, según la ley de 1880, por asentarse en tierras despobladas. Ellos introdujeron tecnologías agrícolas modernas para el país y plena aplicación de su experiencia de la agricultura. Su vida religiosa fue determinada en parte por los enfrentamientos entre las minorías católicas y la mayoría ortodoxa predominante y los conflictos culturales con otras comunidades de católicos que vivían en aldeas con otro grupos, como los suabios de Banat y los paulicianos búlgaros de Ilfov.

### Segunda Guerra Mundial y años posteriores
En vísperas de la Segunda Guerra Mundial, el régimen autoritario de Carol II de Rumania y el gobierno fascista de Ion Antonescu ampliamente discriminaron a la minoría búlgara en el Banat rumano. Los búlgaros fueron a menudo privados de la propiedad y la tierra, sometidos a la propaganda anti-búlgara, y sus aldeas tuvieron que proteger a refugiados rumanos y arrumanos de Transilvania Septentrional y Dobruja Meridional.

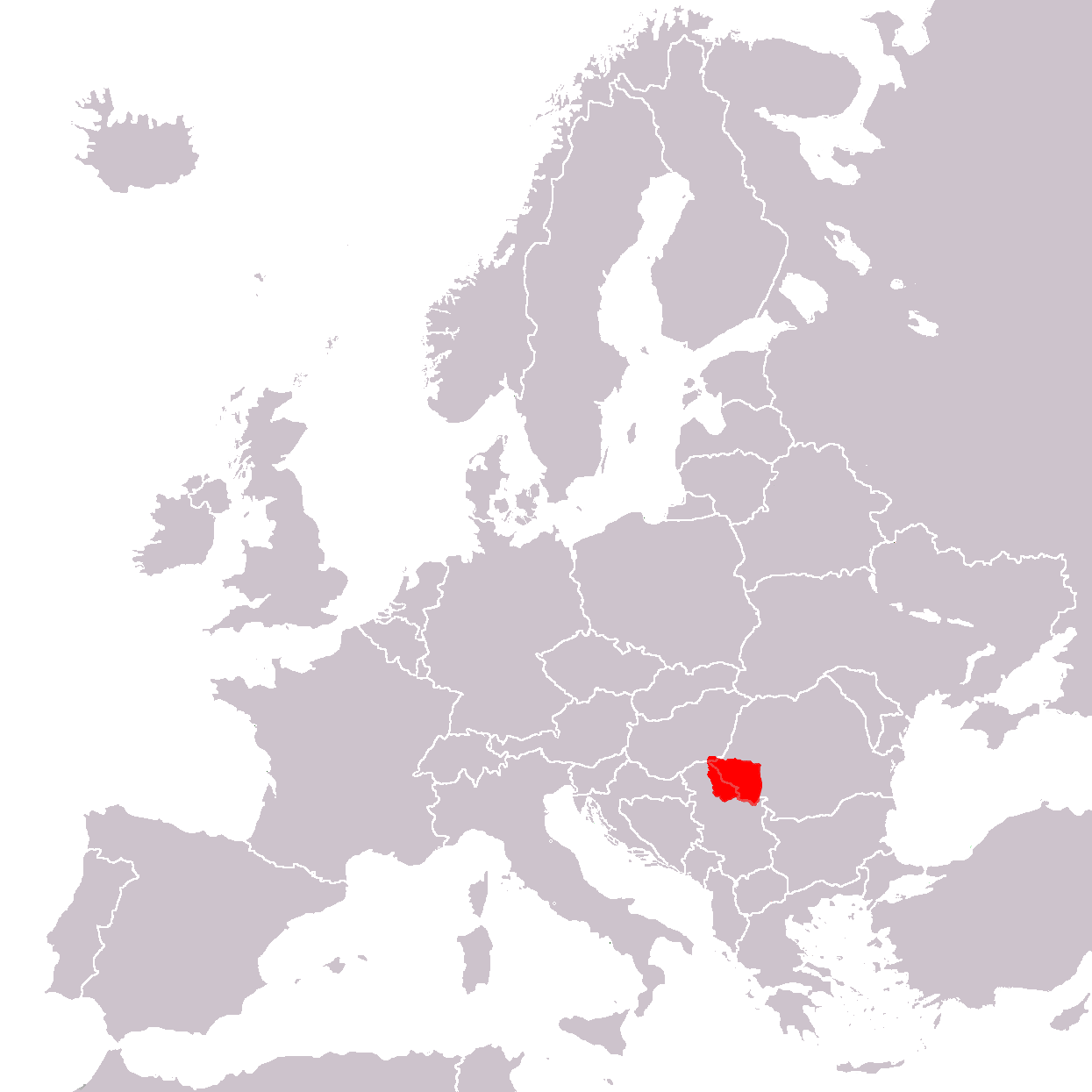
Location of the Banat in Europe

En mayo de 1941, los búlgaros en el Banat rumano contribuyeron a la liberación de los prisioneros de guerra búlgaros en el Ejército Yugoslavo, capturado por el Eje, desde un campamento cerca de Timişoara. La comunicación con el Estado búlgaro, los líderes del Banat búlgaro, encabezados por Anton Lebanov negociaron la liberación de los presos y el transporte a Bulgaria, según el ejemplo de la liberación de los soldados húngaros capturados al ejército yugoslavo. Se temporal, de estos búlgarosVardar Macedonia y el Banat Serbio y les proporcionó alimentos hasta que puedan ser llevados a Bulgaria.
El Banat Serbio fue conquistado por Alemania nazi el 12 de abril de 1941, y fue ocupada durante la mayor parte de la guerra. A finales de 1942, las autoridades alemanas permitieron a las minorías búlgaras que se crearan clases en las escuelas serbias en Ivanovo, Skorenovac, Konak, Belo Blato, y Jaša Tomić. However, the sudden change in the war and German withdrawal from the Banat forced education in Bulgarian to be discontinued after the 1943–44 school year.
Después de la guerra, los búlgaros Banat en Rumania y Yugoslavia eran gobernados por regímenes comunistas. En el Banat rumano, algunos fueron deportados en las Bărăgan deportations en 1951, pero la mayoría de ellos fueron autorizados a regresar en 1956-57. Una escuela búlgara fue fundada en Dudeştii Vechi en 1948, y en Vinga en 1949. Otros siguieron en Breştea, Colonia Bulgară, y Denta, pero estos fueron brevemente cerrado o unidos con las escuelas de Rumania después de 1952, y el búlgaro siguió siendo una asignatura optativa.
La Constitución de Rumania de 1991, permitió la representación de los búlgaros en el Banat rumano parlamentario a través de la parte minoritaria de la Unión Búlgara de Banat — Rumania (Balgarskotu družstvu ud Banát — Rumanija), led formerly by Karol-Matej Ivánčov and as of 2008 by Nikola Mirkovič, and Bulgarian remained an optional subject in the schools.
En la Yugoslavia de la posguerra, la existencia de una minoría de búlgara Banat fue reconocido oficialmente, pero no se les dio los mismos derechos que de las minorías más grandes de Bulgaria en el este de Serbia. A diferencia de otras minorías en Voivodina, no se les permitió la educación en su lengua materna, solo el serbo-croata.

## Idioma
La lengua vernácula de los Búlgaros del Banato puede ser clasificada como perteneciente al grupo Búlgaro Oriental. Una típica característica es la vocal "ы" (*y), la cual puede tomar un lugar etimológico o reemplazar "i". Otras características fonológicas son la "ê" ("e" amplia) reflejo del yat del Antiguo Eslavo Eclesiástico y la reducción de  "o" en "u" y a veces "e" en "i": puljé en vez de pole ("campo"), sélu en vez de selo ("pueblo"), ugništi en vez de ognište ("chimenea"). Otra característica es la palatalización de las consonantes finales, lo cual es típico para otras lenguas eslavas, pero encontrado solamente en dialectos búlgaros no estándares (en búlgaro den ("día") suena y se escribe como denj). Hablan un dialecto con característica de las hablas de los Ródope.
Léxicamente, el idioma ha tomado préstamos de muchas palabras de otros idiomas, como el Alemán (como drot de Draht, "cable"; gáng de Gang, "vestíbulo, pasillo"), Húngaro (vilánj de villan, "electricidad"; mozi, "cine"), Serbo-Croata (stvár de stvar, "artículo, asunto"; ráčun de račun, "cuenta"), y Rumano (šedinca de şedinţă, "conferencia") debido a los contactos cercanos con otras personas del Banato y los lazos religiosos con otras personas católicas. El Búlgaro Banato también tiene algunos préstamos del Turco Otomano y el Griego, lo cual comparte con otros dialectos búlgaros (por ej. hirgjén del Turco ergen, "hombre no casado, soltero"; trandáfer del Griego τριαντάφυλλο 		triantafyllo, "rosa"). Los préstamos constituyen alrededor del 20% del vocabulario Búlgaro Banato. Los nombres de algunos búlgaro banatos son también influenciados por nombre Húngaros, igual que el orden de nombre Húngaro (oriental) es a veces usado (apellido seguido del nombre propio) y la terminación femenina "-a" es normalmente sacada de los apellidos. Así, Marija Velčova pasaría a ser Velčov Marija.
Aparte de préstamos, el léxico del Búlgaro Banato ha adquirido también cálcos y neologismos, como svetica ("icono", anteriormente usado ikona e influenciado por el Aleman Heiligenbild), zarno ("bala", del significado de la palabra "grano"), oganbalváč ("volcan", literalmente "escupidor de fuego"), and predhurta ("prólogo").
El lenguaje Búlgaro Banato usa su propia escritura, mayormente basada en la versión Croata del alfabeto latino (Alfabeto Latino de Gaj), y conserva muchas características que son arcaicas en la lengua hablada en Bulgaria. El lenguaje fue codificado en 1866 y es usado en literatura y prensa, lo cual lo distingue de puros dialectos.

### Alfabeto
A continuación el Alfabeto Latino Búlgaro Cirílico:
| Latino Búlgaro Banato Equivalentes Cirílicos IPA | А а Ъ /ɤ/        | Á á А /а/ | B b Б /b/         | C c Ц /ts/ | Č č Ч /tʃ/ | Ć ć Ќ (кь) /kʲ/ | D d Д /d/ | Dz dz Ѕ (дз) /dz/ | Dž dž Џ (дж) /dʒ/ | E e Е /ɛ/ | É é Ѣ /e/ |
| Latino Cirílico IPA                              | F f Ф /f/        | G g Г /ɡ/ | Gj gj Ѓ (гь) /ɡʲ/ | H h Х /h/  | I i И /i/  | J j Й , Ь /j/   | K k К /k/ | L l Л /l/         | Lj lj Љ (ль) /lʲ/ | M m М /m/ | N n Н /n/ |
| Latino Cirílico IPA                              | Nj nj Њ (нь) /ɲ/ | O o О /ɔ/ | P p П /p/         | R r Р /r/  | S s С /s/  | Š š Ш /ʃ/       | T t Т /t/ | U u У /u/         | V v В /v/         | Z z З /z/ | Ž ž Ж /ʒ/ |

### Ejemplos
| El Padre Nuestro en búlgaro banato:                    | El Padre Nuestro en búlgaro banato:                               |
| Búlgaro Banato                                         | Español                                                           |
| ------------------------------------------------------ | ----------------------------------------------------------------- |
| Baštá náš, kojtu si na nebeto: Imetu ti da se pusveti. | Padre nuestro que estás en los cielos, santificado sea tu nombre. |
| Kraljéstvotu ti da dodi. Olete ti da badi,             | Thy kingdom, come thy will be done,                               |
| kaćétu na nebeto taj i na zemete.                      | as in heaven so on earth.                                         |
| Kátadenjšnija leb náš, dáj mu nám dnés.                | Danos hoy nuestro pan de cada día.                                |
| I uprusti mu nám náša dalgj,                           | And forgive us guilty as we are,                                  |
| kaćétu i nija upráštemi na nášte dlažnici.             | as we also forgive our debtors.                                   |
| I nide mu uvižde u nápas,                              | No nos dejes caer en tentación,                                   |
| negu mu izbávej ud zlo.                                | But free us from this evil.                                       |

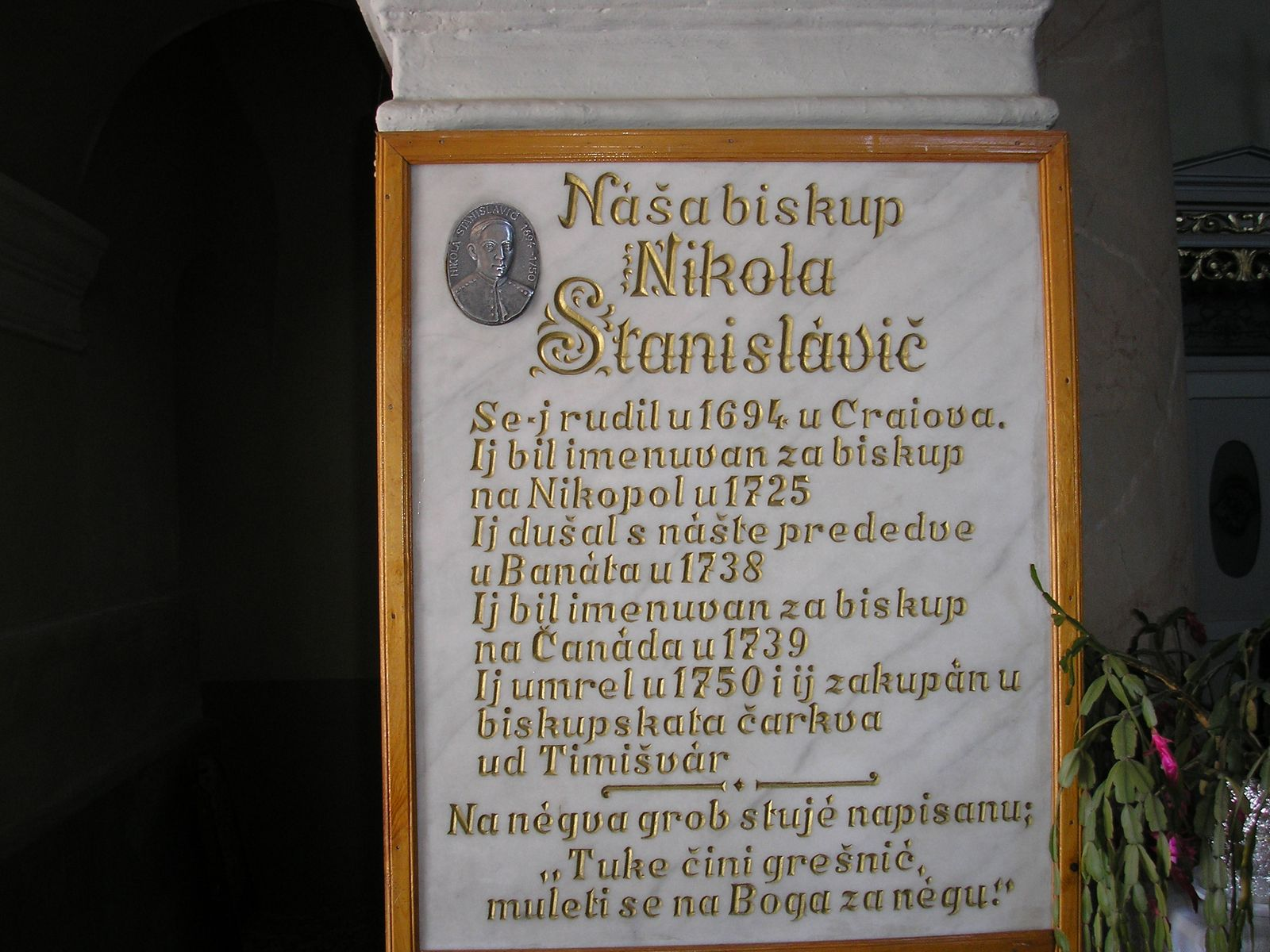
Inscription about bishop Nikola Stanislavič in the Dudeştii Vechi church
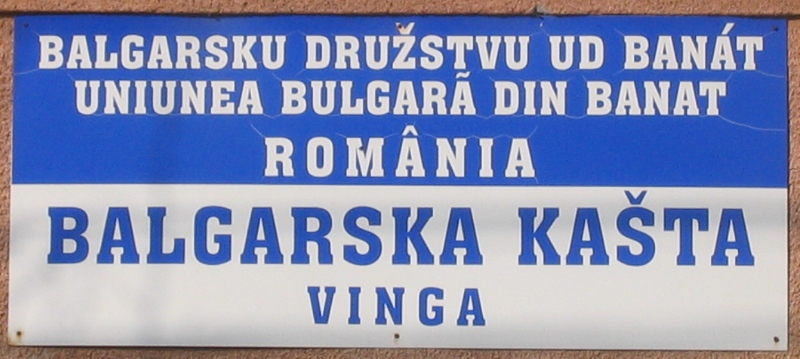
Bilingual Banat Bulgarian (written in Latin letters)-Romanian plaque in Vinga
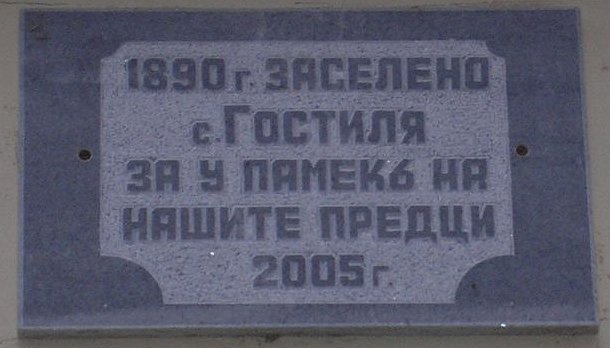
A rare occasion of Banat Bulgarian written in Cyrillic letters in Gostilya, Bulgaria

## Cultura
Los búlgaros Banat se han involucrado en la actividad literaria, ya que se establecieron en el Banat. Su primera obra literaria conservada es el registro histórico Historia Domus (Historia Parochiae Oppidi Ó-Bessenyö, in Diocesi Czanadiensi, Comitatu Torontalensi), escrita en latín en la década de 1740. La codificación de la lengua vernácula búlgara Banat en 1866 permitió la liberación de una serie de libros de texto y la traducción de varias obras importantes religiosa en el siglo XIX. Hubo un renacimiento literario en la década de 1930, centrada alrededor del periódico Banatsći balgarsći glasnić. Hoy, la Unión Búlgara de Banat –  Rumania emite el periódico quincenal Náša glás y la revista mensual Literaturna miselj.
La música de los búlgaros banatos se clasifica como una rama separada de la música popular búlgara, con varias peculiaridades verbales y musicales. While the typically Bulgarian bars se han conservado una serie de melodías que despliegan las influencias rumana, serbia, húngara y los específicos villancicos búlgaros han sido sustituidos por las canciones de tipo urbano. Considerable el catolicismo ha ejercido influencia, eliminando determinados tipos de canciones y su sustitución por otros. Del mismo modo, los búlgaros Banat han conservado festividades búlgaras, aunque también de otros muchos pueblos adoptados de otros católicos. Una de las fiestas más populares es el Faršángji, o el Carnaval. En cuanto a los bailes, los búlgaros Banat también han tomado en gran medida de los pueblos vecinos, por ejemplo el csárdás de Hungría.
El traje nacional de las mujeres búlgaras Banat tiene dos variedades. El traje de Vinga es una reminiscencia de los de la sub-balcánica de las ciudades de Bulgaria, el de Star Bišnov es característico del noroeste de Bulgaria. El vestuario de Vinga ha sido especialmente influenciado por el vestido de los húngaros y alemanes, pero el vestuario de Star Bišnov se ha mantenido más conservador. El traje de las mujeres búlgaras Banat se percibe como particularmente impresionante, con su corona como tocado.

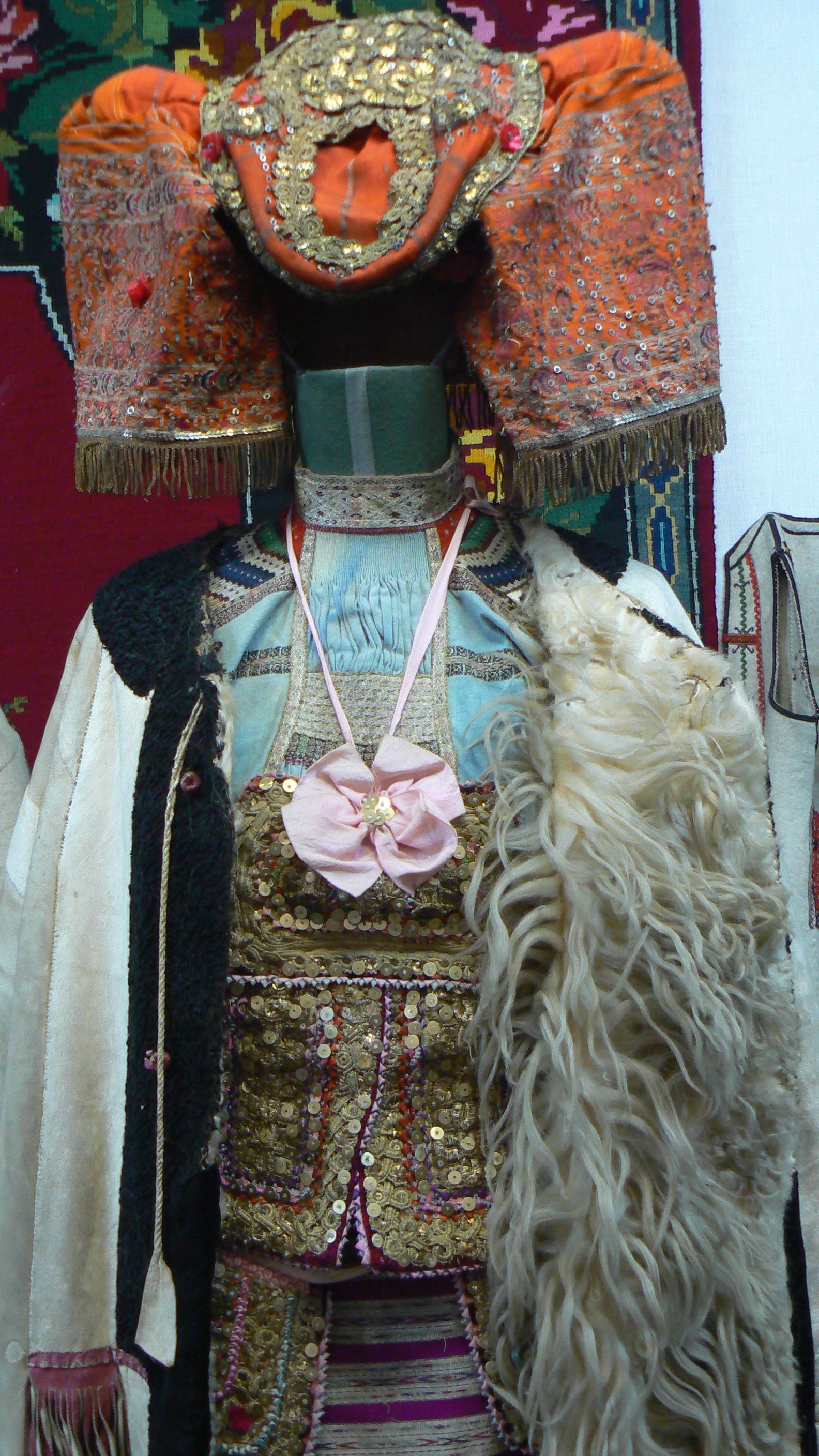
A formal Banat Bulgarian female costume dating to the 19th century
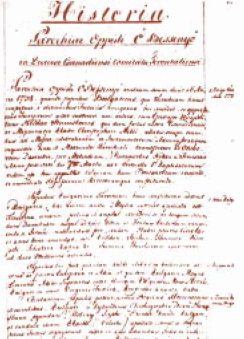
Historia Domus, the earliest chronicle of the Banat Bulgarians
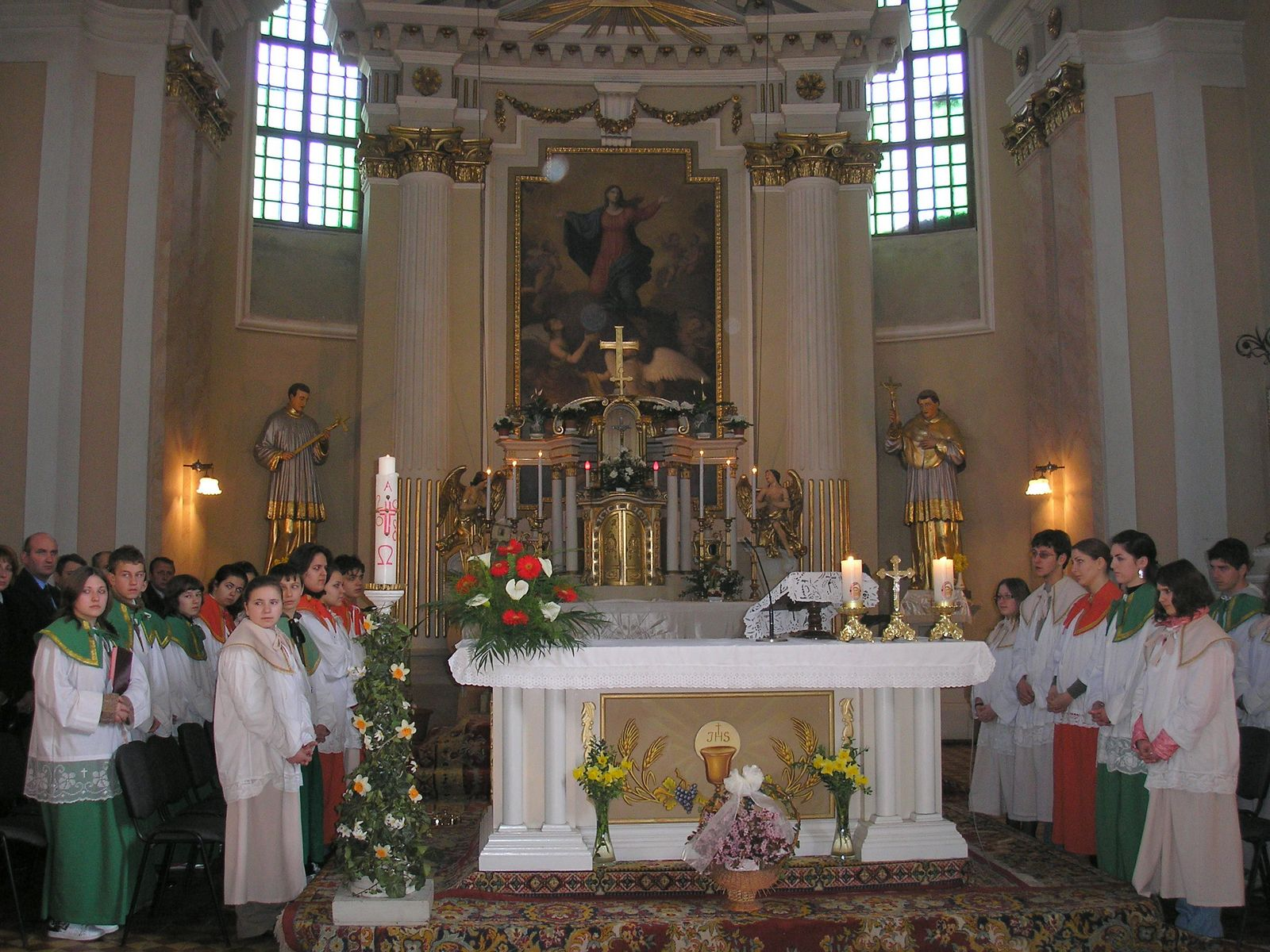
Liturgy in the Bulgarian church in Dudeştii Vechi